# Sibylle van Griethuysen
Sibylle van Griethuysen, née à Buren en Gueldre en 1621 et morte à Veenendaal (?) en 1699 est une poétesse néerlandaise, célèbre en son temps.

## Biographie

### 1621-1654: enfance – éducation – mariage
Sibylle (Beliken) était le neuvième et dernier enfant d'une famille de vitriers de confession mennonite. Son père était Dirck Hendricksz. van Griethuysen (mort en 1655), vitrier, et sa mère, Anna van Osch (décédée en 1657). Son éducation dut être l'objet de soins particuliers, car ses œuvres témoignent de sa maîtrise du latin, du français et de l'espagnol, et du fait qu'elle était bien versée dans les classiques et les sujets religieux. Ayant eu derrière elle une jeunesse marquée par le mennonitisme, elle se convertit plus tard à l'Église réformée.
Le 1er juillet 1638, à Buren, elle épousa Upke Harmensz. Wytzema (mort vers 1662), un pharmacien originaire de Ferwerd. De ce mariage naquirent deux filles. Après avoir vécu à Kollum, le couple habitait, dès 1644, à Appingedam, où naquit leur fille Anna Maria le 16 mars 1648.

### 1654-1662: activité littéraire à Groningue

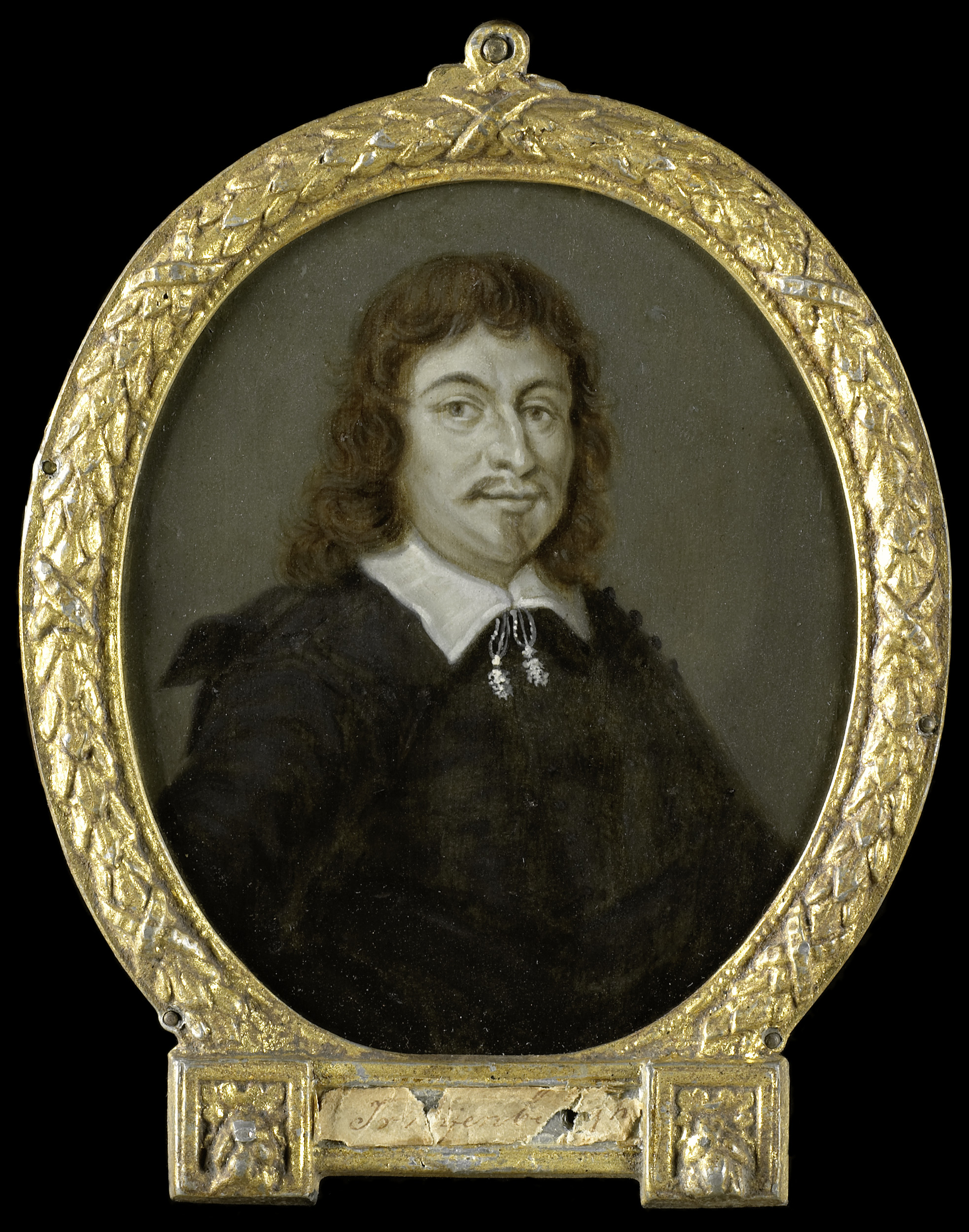
Portrait de Johan van Nijenborgh, peint par Arnoud van Halen au XVIII (coll. du Rijksmuseum d'Amsterdam). À Groningue, Sibylle van Griethuysen entra en contact avec le poète Van Nijenborgh.

#### Premières publications et collaboration avec Eydelshemius
En 1654, les conjoints établirent leur résidence à Groningue, où leur seconde fille, Haebeltien, fut baptisée la même année. Ici, elle entra en contact avec le poète Johan van Nijenborgh et, par l'intermédiaire de celui-ci, avec les poétesses frisonnes Eelckje van Bouricius et Sibylla van Jongstall.
Lorsqu'elle vivait au nord de la République, Van Griethuysen commença à s'occuper de la littérature. Elle noua de nombreux contacts au sein du cercle formé autour de l'imprimeur Claude Fonteyne de Leeuwarden. Ce dernier lui demanda d'écrire des éloges sur les prédicants publiant leurs œuvres poétiques chez lui. Elle accomplit sa tâche mais, étant donné que le néerlandais constituait sa langue littéraire, non en frison.
Van Griethuysen composa quelques œuvres de plus grande envergure sur des sujets religieux. Elle mit en rimes des lamentations de Jérémie sous le titre Claeg-liederen Jeremiae ; ce fut son premier recueil de poèmes, publié en 1645 chez Callenbach à Emden. Dans la préface, elle formule une sorte d'apologie pour son ingérence dans des affaires religieuses : elle voulait tout simplement produire un livre de dévotion pour les jeunes. Dans la dédicace, elle remercie des ministres et des bourgmestres de son entourage pour leur soutien.

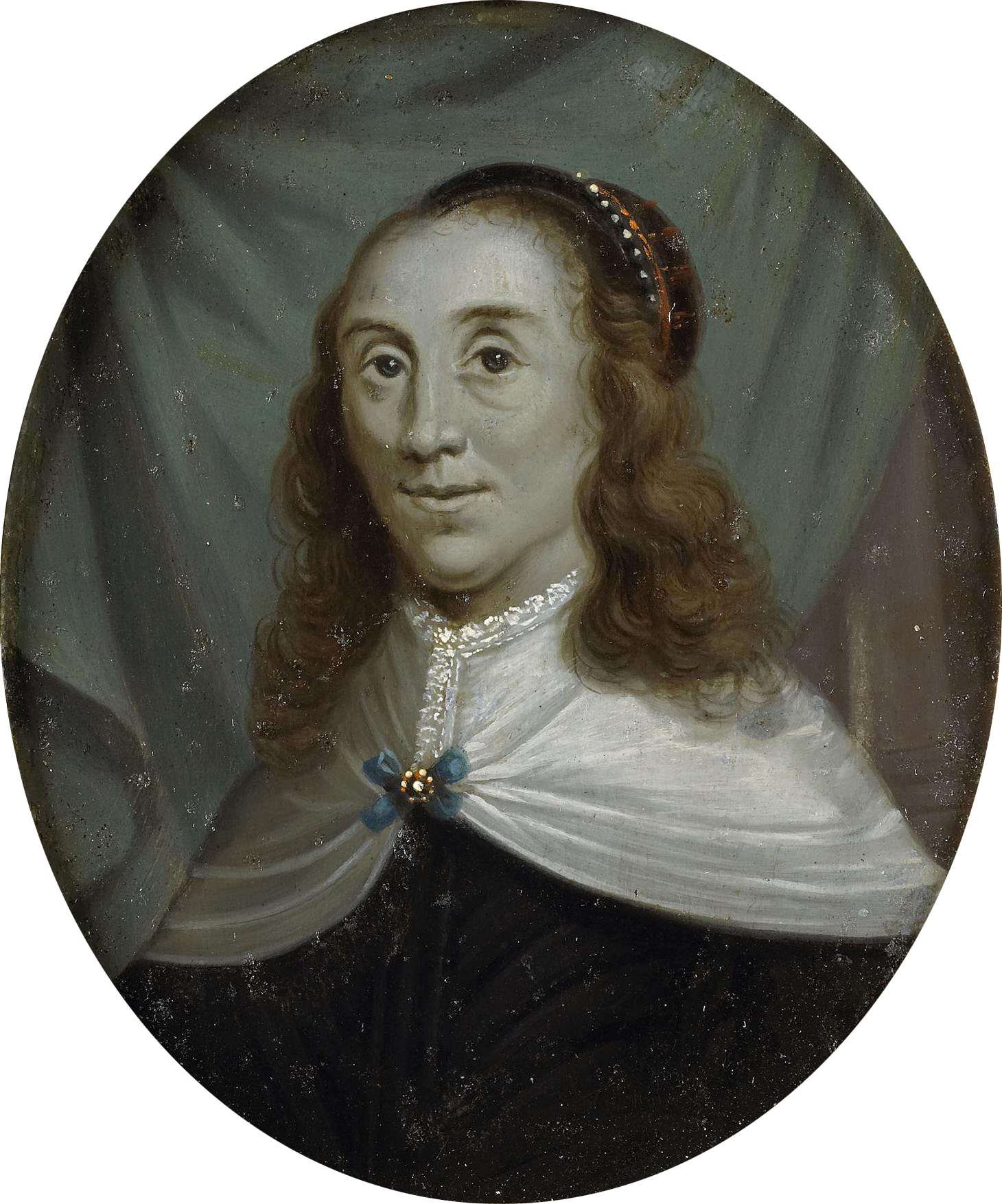
Portrait de Sibylle van Griethuysen peint d'après Jacob van Meurs par Arnoud van Halen au XVIII (coll. du Rijksmuseum d'Amsterdam).

Dans son deuxième recueil, réalisé en collaboration avec le ministre Sibrandus Francisci Eydelshemius d'Appingedam, elle élabora une interprétation poétique d'un passage du Cantique des Cantiques, intitulée Spreeckende schildery (Tableau parlant), publiée en 1646. Elle tenta de justifier son activité littéraire en confirmant que son ménage n'en subissait aucun inconvénient et qu'elle ne prenait la plume que quand le travail le permettait. Par cet ouvrage, les auteurs s'opposaient à l'hypocrisie au sein de l'Église, une démarche qui conduisit à un conflit de longue durée au sein du consistoire d'Appingedam entre Eydelshemius et son collègue Laurentius Pimperling, ainsi qu'à l'exclusion temporaire de Sibylle et de son mari de la Cène du Seigneur. Dans la dédicace rimée, Sibylle mentionne la famille noble Ripperda de Farmsum et la poétesse Anna Maria van Schurman. Grâce aux bons offices de l'imprimeur Claude Fonteyne de Leeuwarden, elle put entrer en contact avec bien d'autres auteurs et finit par s'intégrer au réseau de poètes de Frise et de Groningue. Maria Heyns lui dédia un recueil de 1647, et l'imprimeur Jan Schipper s'adressa à elle dans les pages liminaires d'un ouvrage de 1649, en parlant d'elle comme d'une écrivaine qui était arrivée à une plus grande perfection que d'autres poétesses, même si celles-ci vivaient en dehors des grands centres culturels du pays.

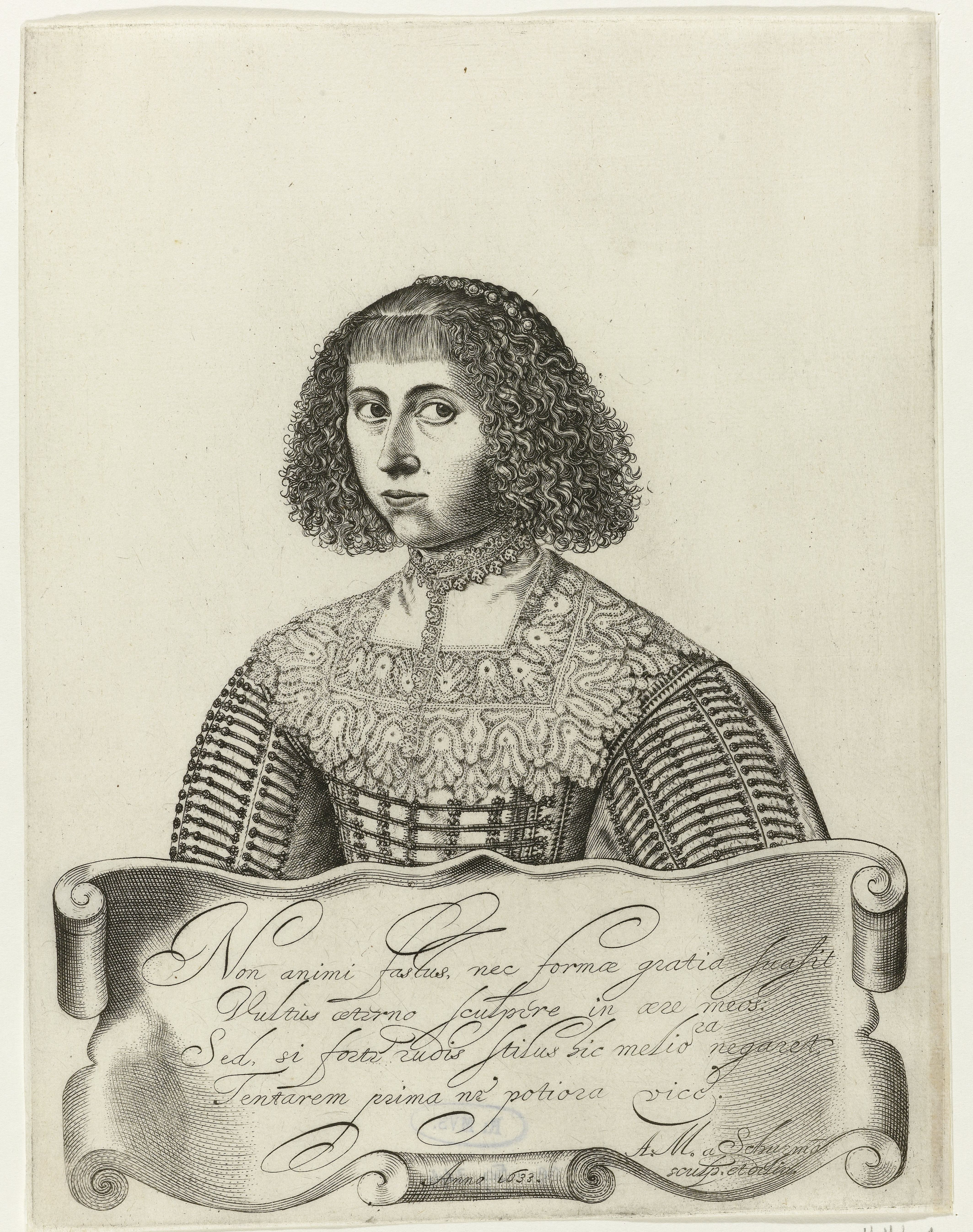
Autoportrait (1632) d'Anna Maria van Schurman (coll. du musée Martena de Franeker), la poétesse que Sibylle van Griethuysen mentionne dans la dédicace du Spreeckende schildery.

En collaboration avec le prédicateur Eydelshemius, Van Griethuysen publia, en 1651, un ouvrage sur les lettres de l'apôtre Paul, intitulé Hemelsche troost-borne (Source céleste de consolation). Pour ce livre, Eydelshemius avait écrit des essais en prose, alors que Van Griethuysen avait composé des poèmes liminaires. Dans cet ouvrage est reproduit son portrait avec une devise espagnole : Yo y el tiempo para dos otros (littéralement : « Moi et le temps pour deux autres » ; avec le temps de son côté, elle compte pour deux). 

#### Correspondance littéraire avec Huygens

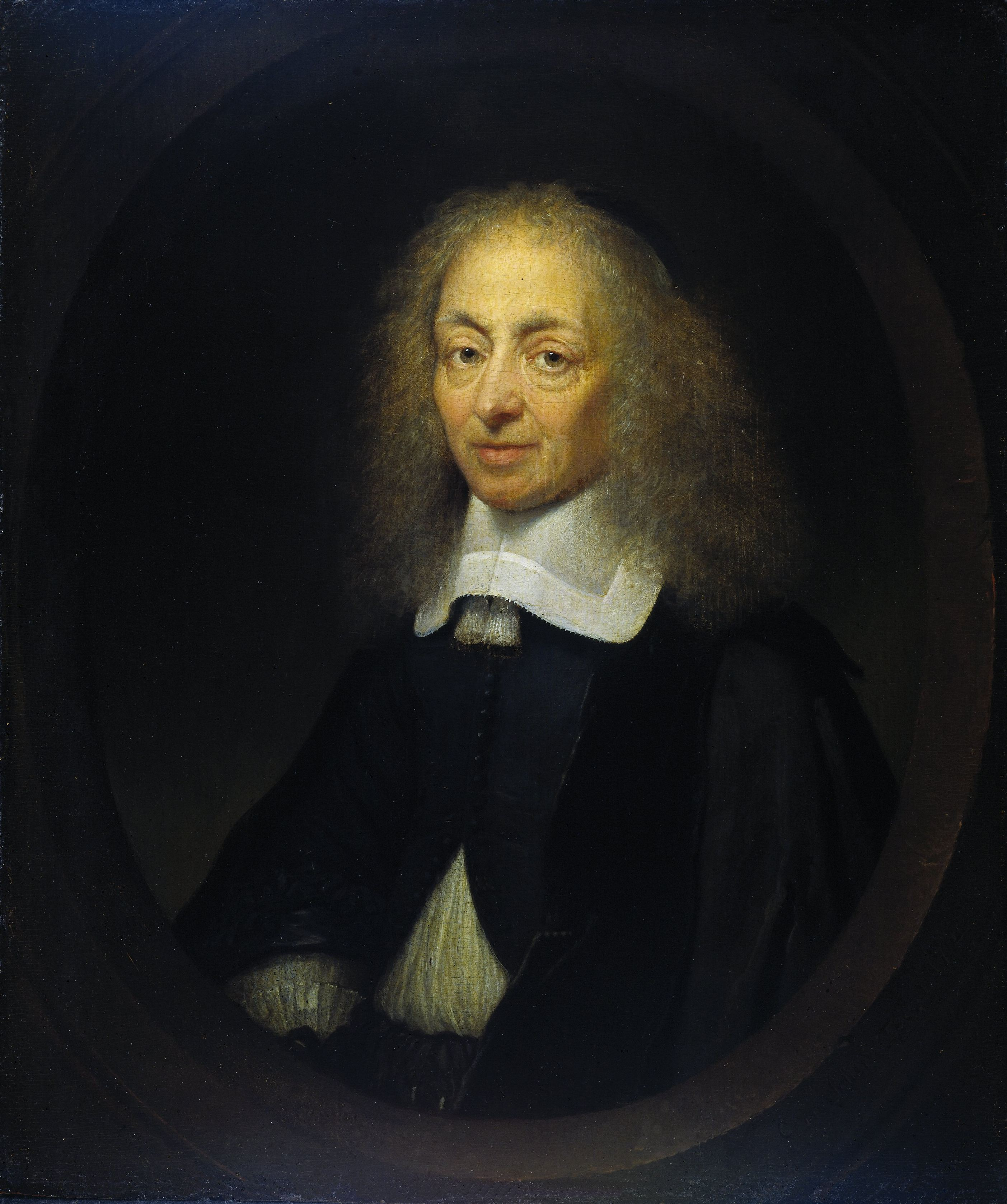
Constantin Huygens comme septuagénaire, peint par Caspar Netscher en 1672 (coll. du Rijksmuseum d'Amsterdam). Sibylle van Griethuysen entretenait une correspondance littéraire avec Huygens.

Cependant, Van Griethuysen avait aussi des contacts littéraires à l'ouest de la République. Ainsi, sa réaction à un poème de Constantin Huygens mena en 1648, l'année où fut conclu le traité de Münster, à un échange de poèmes entre les deux poètes. Bien que la paix eût mis fin à la guerre de Quatre-Vingts Ans, d'anciens problèmes d'ordre intérieur entre Groningue et les pays autour de la ville, les « Ommelanden », n'étaient pas encore résolus. Le stathouder, le prince Guillaume II, qui venait visiter les régions septentrionales à la fin de l'été afin d'y servir de médiateur, fit son entrée triomphale à Groningue. Son secrétaire Huygens, ayant fait partie de sa suite, écrivit alors un poème latin, sur la signification symbolique des événements, où le prince est représenté comme un soleil symbolique, apportant l'espoir de la paix. Van Griethuysen traduisit le poème latin de Huygens en néerlandais comme Triumphante inkomst (Entrée triomphale).
Dans le poème, Dieu gouverne le monde : vu que les événements météorologiques et politiques émanent du Tout-Puissant, la guerre avec l'Espagne fut infligée en guise de punition. Toutefois, Dieu peut aussi apporter la paix. Van Griethuysen applique dans ce poème le précepte littéraire utile dulci (« unir l'utile à l'agréable ») : la leçon (Dieu dirige le monde) est illustrée de façon fascinante par différents exemples.
Huygens réagit à la traduction de Van Griethuysen par une réponse rimée polie dans laquelle il suggère, par une allusion au prénom Sibylle, dont l'origine remonte à l'Antiquité et par lequel on désignait une prophétesse, que le nord de la République serait désormais assurément en paix, car la sibylle de Groningue l'avait voulu ainsi. Tout en utilisant le schéma de rimes du poème de Huygens, Van Griethuysen répondit que le nom de plume latin de Huygens, Constanter (Le Constant), cautionnait un gouvernail bien tenu et par conséquent utile à Orange. Les poèmes issus de cette correspondance, ainsi que d'autres de sa main (douze en tout), sont rassemblés dans une anthologie, intitulée Klioos kraam (L'Étal de Clio) et publiée en 1656, par laquelle les poètes du nord se présentaient à leurs collègues de l'ouest de la République ; à cette occasion, Sibylle reçut les premiers éloges d'auteurs hollandais.

### 1662-1699: second mariage – Buren – Veenendaal
L'activité littéraire de Sibylle diminua à partir des années 1660, selon toute vraisemblance parce qu'elle avait quitté Groningue et repris domicile à Buren vers 1662, après la mort de son premier époux. On ne lui connaît aucune publication parue après la mort de son premier mari. Une ode écrite à l'occasion de la publication d'un recueil de poésie de Blasius (1663) est la dernière trace de ses occupations littéraires.
Après la mort de son premier mari, le 16 août 1674, elle convola en secondes noces à Veenendaal, où elle s'établit avec Reynier Cornelis Groenevelt (vers 1620-1691), un veuf influent et brasseur prospère. En avril 1691, le sort frappa, la rendant veuve pour la seconde fois, et elle se vit forcée de vendre sa maison à Buren en 1693. Elle serait décédée à Veenendaal en 1699 et fut enterrée à côté de son second époux dans la « vieille » église Saint-Sauveur.

## Notoriété

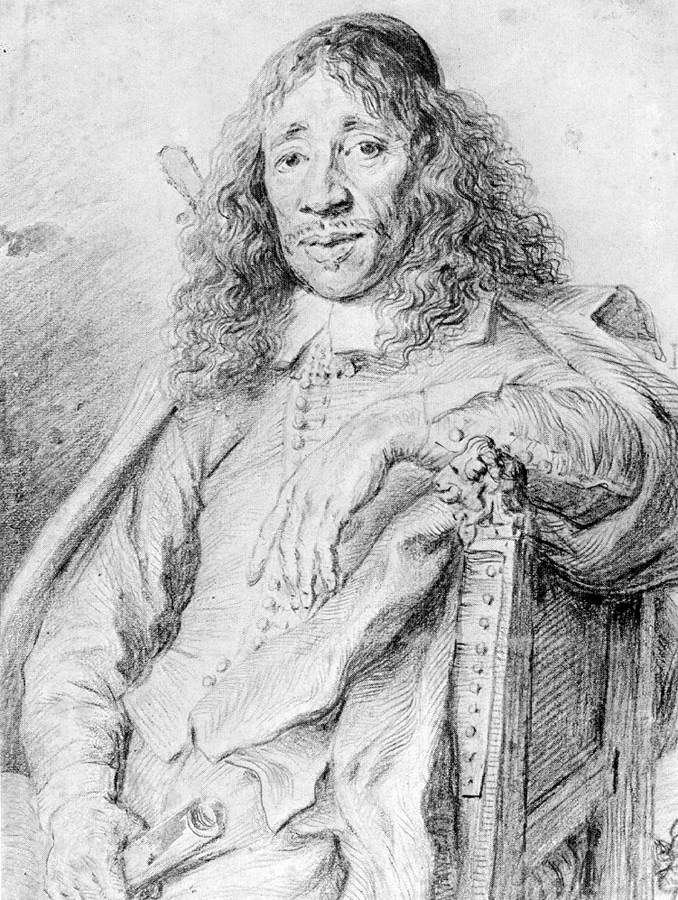
Portrait de Jan Vos, dessiné par Jan Lievens (coll. du Städel). Le poète Vos compte parmi ceux dont Sibylle van Griethuysen reçut les éloges.

De nombreux autres poèmes de Van Griethuysen sont insérés dans les ouvrages de Johan van Nijenborgh, un poète de Groningue qui était l'initiateur d'une sorte de cercle littéraire dit du Paddepoel. On trouve ses odes dans les œuvres de Joan Blasius, et elle-même reçut les éloges des écrivains Joan Blasius, Jan Vos, Hendrick Bruno et Joan de Brune le Jeune,.
Eydelshemius la qualifia de Damster Sappho, et, à partir de son nom, Fonteyne construisit l'anagramme « Alle breyn is in u gehuyst » (littéralement : « Tout cerveau s'est logé en vous », par quoi il voulait dire qu'il la considérait comme une femme très intelligente). En 1668, l'auteur frison Gysbert Japiks eut aussi sa part lorsqu'il s'agissait de répandre la renommée de cette poétesse, car il lui fit un compliment dans son Friesche rymelarye (Rimes frisonnes).
Si les éloges à son égard ne lui faisaient pas défaut tout au long de sa vie, Sibylle van Griethuysen n'en demeure pas moins une auteure oubliée ou peu appréciée à notre époque. Au début des années 1960, sa tombe disparut même lors d'une restauration de l'église où elle avait été inhumée. En fait, ce n'était que son seul contact avec Constantin Huygens qui la fit entrer dans l'histoire littéraire, bien que des recherches récentes sur les écrivaines et leurs réseaux aient réveillé l'intérêt pour son œuvre et sa personne.